# Ærøxpressen
Die Ærøxpressen (Eigenschreibweise: ÆrøXpressen) ist eine Fähre der dänischen Reederei ÆrøXpressen.

## Geschichte
Eine Absichtserklärung für den Bau der Fähre wurde Anfang Februar 2018 unterzeichnet. Die Fähre wurde Anfang Mai 2018 bestellt. Das Schiff wurde unter der Baunummer 137 auf der Werft Hvide Sande Skibs & Baadebyggeri in Hvide Sande gebaut. Der Rohbau wurde von ASK Enterprise in Riga zugeliefert. Die Kiellegung fand am 3. September 2018, der Stapelhub – der Rumpf wurde mithilfe eines Schwimmkrans ins Wasser gehoben – am 5. April 2019 statt. Die Fertigstellung erfolgte am 25. November 2019. Das Schiff wurde von der Bauwerft in Zusammenarbeit mit dem polnischen Schiffsarchitekturbüro Nelton entworfen. Die Baukosten beliefen sich auf rund 51 Mio. DKK.
Die Fähre wird von der in Marstal ansässigen Reederei ÆrøXpressen auf der Strecke zwischen Marstal auf der Insel Ærø und Rudkøbing auf der Insel Langeland eingesetzt. Die Reederei wurde im Dezember 2016 für den Betrieb der Fährlinie gegründet. Betrieb und Bereederung des Schiffes erfolgen durch die in Flensburg ansässige FRS. Zuvor war die Verbindung von der Gemeinde Ærø betrieben worden, die den Betrieb auf der Strecke im Januar 2013 eingestellt hatte.

## Technische Daten und Ausstattung
Die Fähre ist mit einem Hybridantrieb ausgestattet. Der Antrieb erfolgt durch zwei Elektromotoren des Herstellers Danfoss mit jeweils 474 kW Leistung, die auf zwei Festpropeller wirken. Für die Stromversorgung stehen zwei von Viertakt-Achtzylinder-Dieselmotoren des Herstellers Scania mit jeweils 560 kW Leistung angetriebene Generatoren mit jeweils 700 kVA Scheinleistung sowie ein Energiespeicher mit 316 kWh zur Verfügung. Die Akkumulatoren können von den Generatoren sowie in Marstal mit Landstrom geladen werden. Das Schiff ist mit einem elektrisch angetriebenen Bugstrahlruder ausgerüstet.
Das Schiff verfügt über ein durchlaufendes Fahrzeugdeck mit drei Fahrspuren. An beiden Enden des Schiffes befinden sich herunterklappbare Rampen. Das Fahrzeugdeck ist im mittleren Bereich von den Decksaufbauten überbaut. Die nutzbare Höhe beträgt im mittleren Bereich des Schiffes 4,2 m. Auf beiden Seiten ist die nutzbare Höhe auf 2,3 m beschränkt. Hier befinden sich oberhalb des Fahrzeugdecks Aufenthaltsbereiche für die Passagiere. Der Aufenthaltsraum auf der Backbordseite ist geschlossen, der auf der Steuerbordseite nach hinten offen. Oberhalb der Aufenthaltsräume befindet sich ein Sonnendeck, auf das etwa mittig das Steuerhaus aufgesetzt ist. An Bord stehen für die Passagiere Verkaufsautomaten für Snacks und Getränke zur Verfügung.
Auf dem Fahrzeugdeck können 32 Pkw befördert werden. Die Passagierkapazität ist in den Sommermonaten mit 196 Personen und in den Wintermonaten mit 98 Personen angegeben.